# Mellem to kulturer
|  | Denne artikel er oprettet af botten PalnaBot ud fra en ekstern database. Den kan derfor have sproglige fejl eller mangler. Denne skabelon kan fjernes efter kontrol af indholdet. |

Mellem to kulturer er en film instrueret af Børge Høst, Arild Hvidtfeldt.

## Handling
I det sydøstlige Mexico nær grænsen til Guatemala lever nogle indianerstammer, efterkommere efter mayaerne, og i 15 år har det mexicanske udviklingsinstitut arbejdet på at udvikle dette område ved at forbedre undervisningen, kommunikationen, sundhedstilstanden etc. Filmen har sat sig som mål at undersøge og dokumentere vilkårene for og virkningen af et u-landsarbejde først og fremmest set "indefra", fra modtagernes, altså her indianernes side. Den gør det ved, gennem samtale med indianerne selv, at søge belyst, hvorledes disse egne historiske, sproglige, kulturelle og andre forudsætninger som helt afgørende faktorer er med til at bestemme, om udviklingsarbejdet skal lykkes eller mislykkes.